# 邓世昌
邓世昌（1849年10月4日—1894年9月17日），原名永昌，字正卿，谥壮节，广东番禺龙导尾人（今广东省广州市海珠区龙珠直街龙延里2号），清帝国后期海军将领，官至北洋水师致远舰管带（舰长），1894年9月17日在中日甲午战争期间于黄海与日本联合舰队作战時陣亡，清廷追贈太子少保，入祀昭忠祠。

## 早年生涯
清道光二十九年（1849年）10月4日，邓世昌生于广东番禺一茶商之家，为近代中国第一批自己培养出来的海军将领之一。家境优越，幼年被父亲送去上海的教会学校，接受西式教育。1867年考入马尾船政学堂驾驶班第一期学习，1871年被派至“建威”舰练习航海，经过5年课堂教育、2年舰上实习，1874年以优异成绩毕业，被船政大臣沈葆桢嘉奖以五品军功任命为“琛航”运船帮带，次年任“海东云”炮舰管带。1874年5月牡丹社事件日军侵台，邓世昌奉命扼守澎湖，基隆等要塞，得补千总。

## 北洋水师

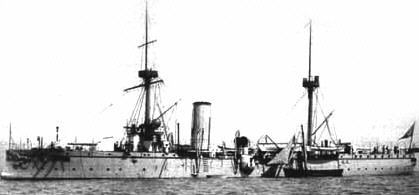
致远号

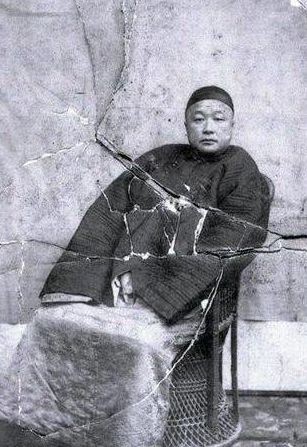
邓世昌便装照

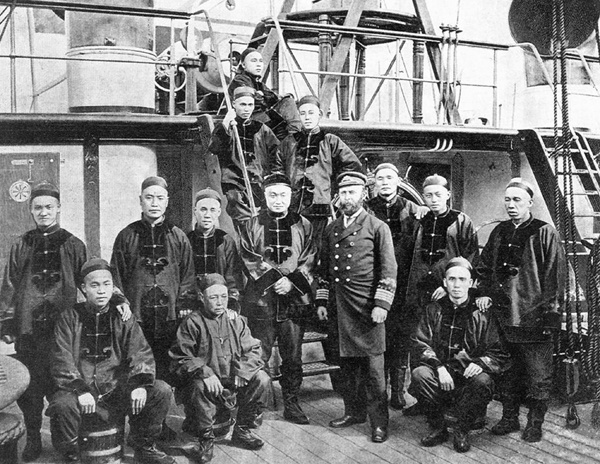
邓世昌（二排左四）与致远舰军官合影，左五为北洋海军总查琅威理

1880年调北洋水师。同年到英国接“揚威”巡洋舰，回国後任“扬威”管带。1887年再到英国接“致远”巡洋舰，任“致远”管带，職中軍中副將。是北洋海軍管帶中，唯一一位未曾出洋留學或實習的管帶。1891年李鸿章检阅北洋海军，邓世昌因训练有功，获“葛尔萨巴图鲁”勇名。

## 黃海海戰
在中日甲午战争黃海海戰中，因“致远”舰受伤，彈藥用盡，难以继续战斗，邓世昌语曰：“倭舰专恃吉野，苟沉是舰，则我军可以集事。”便意图撞沉日舰主力“吉野號巡洋艦”（据《东乡平八郎と秋山真之》记载为浪速），但“致远”舰因为日舰攻击引起鱼雷爆炸而沉没，邓世昌决心与战舰同存亡，从而在落水后幾次推開救生圈，拒绝救援。
邓世昌牺牲后举国震动，光绪帝垂泪撰联“此日漫挥天下泪，有公足壮海军威”，清廷谥以“壮节”，按提督例从优议恤并，还赐给其母一块用1.5公斤黄金制成的“教子有方”大匾，拨给邓家白银10万两以示抚恤，追赠太子少保衔，入祀京师昭忠祠。邓家用此款在原籍番禺（今广东省广州市海珠区）为邓世昌修了衣冠冢，建起邓氏宗祠。抗日战争日军侵占广州期间，日军士兵慑于邓世昌的威望和英气，不敢破坏邓氏宗祠。

## 紀念船
1996年12月28日，中国人民解放军海军以「世昌」命名世昌號國防動員艦，以示纪念民族英雄邓世昌。

## 家庭
鄧世昌育有三兒兩女，長子鄧浩鴻，1947年去世；次子鄧浩洋，青年早逝；三子鄧浩乾是遺腹子，曾在中華民國海軍部供過職，1969年逝于無錫。

## 影視作品
1962年電影《甲午風雲》，李默然飾演鄧世昌。
1987年無線電視劇《杜心五》，黎漢持飾演鄧世昌。
1992年電視劇《北洋水師》，陳寶國飾演鄧世昌。
2003年電視劇《走向共和》，蘇茂飾演鄧世昌。
2008年電視劇《台灣1895》，那志東飾演鄧世昌。
2012年電影《一八九四·甲午大海戰》，陸毅飾演鄧世昌。
2015年電視劇《鐵甲艦上的男人們》，呂頌賢飾演鄧世昌。
2017年電視劇《東方有大海》，聶遠飾演鄧世昌。

## 延伸阅读
[在维基数据编辑]
 《清史稿·卷460》，出自趙爾巽《清史稿》
 在维基共享资源阅览影像